# 何焯

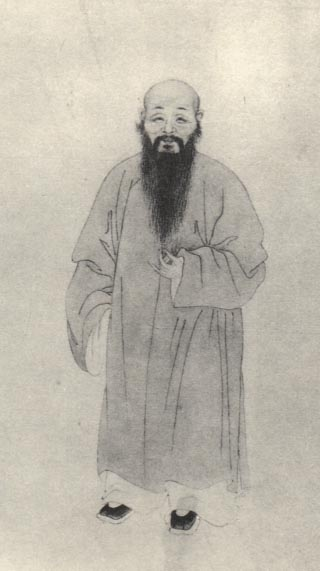
『清代學者像傳』より

何焯（かしゃく、1661年 - 1722年）は、清代前期の学者、書法家である。江蘇省長洲（現在の蘇州市）出身である。経書、史書、諸子百家に精通し、門下生は数百人にのぼった。
字は潤千、のちに屺瞻、号は茶仙。など。学者からは義門先生と呼ばれた。康熙時代の「4人の学者」としても知られている。

## 概要
順治18年 (1661) 出生。長洲県 (現江蘇省蘇州市) 出身。
康熙41年 (1702)【41歳】直隷巡撫・李光地により在野の才人として薦挙され、南書房に採用された。
康熙42年 (1703)【42歳】旧暦3月、挙人 (郷試及第者) の資格を賜り、会試に臨んだものの落第。しかし学問優秀として進士 (会試及第者) の資格を賜り、殿試に及第。翌4月、庶吉士 (官吏見習い) に選出。
康熙45年 (1706)【45歳】「文義荒疏」(作文時に文章の意味を疎かにしている) を理由に庶吉士としての修練期間を延長。
その後も南書房で勤め、皇八子胤禩の教育指導を任される傍ら、武英殿叢書の纂修を兼ねたが、相次いで両親を亡くし退官。
康熙54年 (1715)【54歳】旧暦4月、「編修」の官職に就任。11月、官職免黜、挙人・進士の資格剥奪。康熙帝は、郷試免除で挙人の資格 (科挙受験資格) を授与し、更に会試落第でも進士の資格 (及第資格) を授与したのに、その恩義をまるでわかっていないと憤慨していた。かてて加えて、幼女を康熙帝の許可もなく第八皇子・胤禩の自宅で養育させているなどの罪状の為に断罪されたが、能力を評価して死刑は免除され、「編修」の継続は許可された。
康熙61年 (1722)【61歳】死去。その生涯は康熙朝61年間と完全に重なる。
言説を記した『義門読書記』が伝わっている。

## 逸話
- 何焯はかつて南書房にて隣のひとに聞く：「ジジ（皇帝）はもうさがったのか？」この話は、康熙帝の耳に入る事になった、帝は激怒されました。[4]
- 九子奪嫡においては胤禩の朋党の一員であった。[12]
- 雍正4年、年羹堯に阿諛追従する悖逆的な詩を作ったとして銭名世が弾劾された際、雍正帝は「銭名世や陳夢雷、何焯は大変文才があるのに、惜しむらくは品行、行状の悪さで、その為に康熙帝も重職には就かせなかった」と述べた。[13]
- 何焯の楷書や校書は人が入手を争うほどの価値がついた。門人は400人いたとされ、中でも呉江 (現江蘇省蘇州市呉江区?) の沈彤、呉県 (現同市呉中区及相城区?) の陳景雲が有名である。[3]
- 康熙54年に断罪された際に没収された何焯の蔵書は数万巻に上ったとされ、康熙帝はその膨大な量をみて「是これ固まことに讀書の種子なり」と述べたという[3]蔵書室は賚硯斎と呼ばれ[4]、罪は問わず武英殿の校書処にて校訂作業に当たらせた[3][2]。
- 考証学に長じ、その才能を康熙帝に認められて翰林院編修となり、『皇輿表』や『音韻闡微』などの編纂に従事した[1]。九子奪嫡では皇八子・胤禩を支持し、その推薦で南書房に仕えた[3]。

## 評価

### 書と学問
楷書と行書に巧みで、「帖学四大家」の一人とされる。校訂した書籍は「手校本」として珍重され、汪士鋐と並び「汪何」と称された。主著『義門読書記』は経書・史書の字句校訂と批評を集大成したものである。

### 近現代
近年の研究において、何焯は清朝前期の考証学的手法を代表する人物とみなされている。特に、校勘学は後代の学者による『三国志』のテキスト研究に影響を与えたと評価される。

## 参照

### 文献
- 趙爾巽, 他100余名『清史稿』清史館, 1928 (漢文) ＊中華書局版
- 馬斉, 張廷玉, 蒋廷錫『聖祖仁皇帝實錄』雍正9年 (1731) (漢) ＊中央研究院歴史語言研究所版

### Webサイト
- 「明實錄、朝鮮王朝実録、清實錄資料庫」中央研究院歴史語言研究所 (台湾)